# Дом со смеющимися окнами
«Дом со смеющимися окнами» (итал. La casa dalle finestre che ridono) — итальянский джалло 1976 года режиссёра Пупи Авати.
В ноябре 2019 года фильм был показан в Британском институте кино как выдающийся образец своего жанра.

## Сюжет
В небольшую итальянскую деревеньку по приглашению заинтересованных должностных лиц приезжает специалист по фрескам Стефано, который должен отреставрировать полуразрушенную фреску в местной церкви. Фреска изображает протыкаемого множеством ножей святого Себастьяна, а нарисована она была художником, остальные произведения которого также концентрируются на показах мучений и страданий. Вскоре Стефано выясняет, что фреска таит в себе какую-то тайну, но местные жители вовсе не хотят открывать всех своих своих секретов. Стефано начинает получать звонки с угрозами, а немногим позже кто-то убивает его приятеля (именно он порекомендовал Стефано в качестве наилучшего специалиста. Он же также намекал на таинственность и загадочность фрески). Стефано решает довести дело до конца.

## В ролях
- Лино Каполиккьо — Стефано
- Франческа Марчано — Франческа
- Джанни Кавина — Коппола
- Джулио Пиццирани — Антонио Мацца
- Ванна Бусони — учитель
- Андреа Маттеуцци — Поппи
- Боб Торнелли — Сольми
- Пьетро Брамбилла — Лидио
- Фердинандо Орланди — Маршалл
- Инес Чиачетти — консьерж
- Флавиа Джиорджи — жена Поппи
- Юджин Уолтер — священник
- Карла Астольфи — горничная
- Тонино Караццари — Буоно Леньяни
- Пина Борионе — Лаура Леньяни